# Tornei di tennis maschili nel 1889
Prima della nascita della cosiddetta "Era Open" del tennis, ossia l'apertura ai tennisti professionisti degli eventi più importanti, tutti i tornei erano riservati ad atleti dilettanti. Nel 1889 tutti i tornei erano amatoriali, tra questi c'erano i tornei del Grande Slam: il Torneo di Wimbledon, e gli U.S. National Championships.

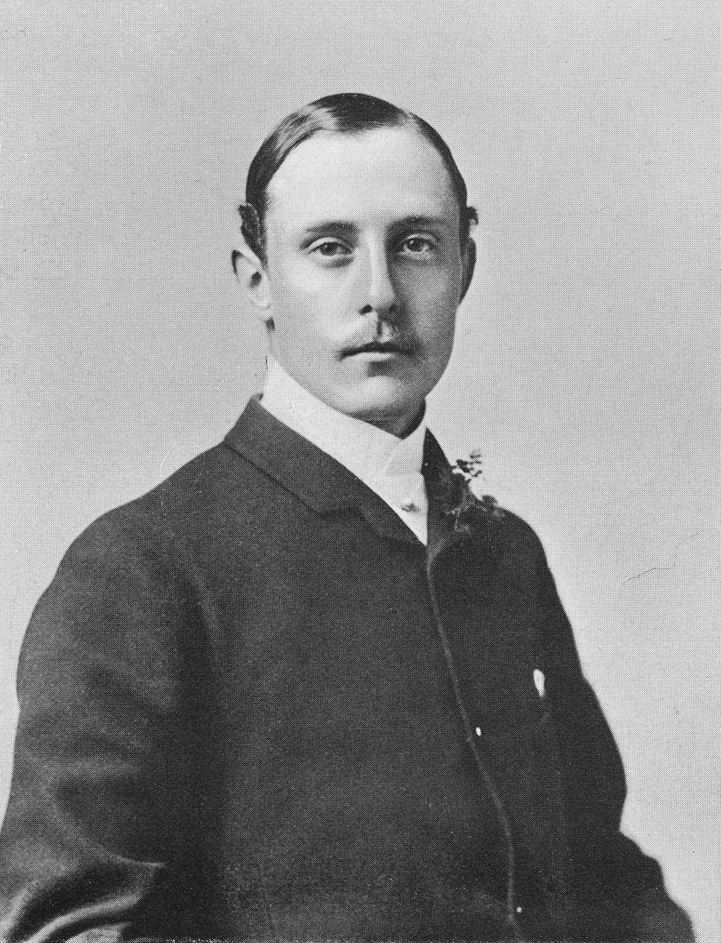
Immagine di William Renshaw che nel 1889 vinse il suo settimo e ultimo titolo ai Championships

Nel 1889 venne disputata la tredicesima edizione del Torneo di Wimbledon questo vide l'ultima vittoria ai Championships di William Renshaw che sconfisse nella finale del torneo preliminare il britannico Harry Barlow per 3–6, 5–7, 8–6, 10–8, 8–6. William sconfisse poi nel challenge round il detentore del titolo, il fratello Ernest Renshaw, per 6–4, 6–1, 3–6, 6–0. Nella quarta edizione del doppio maschile i fratelli William ed Ernest Renshaw riconquistarono battendo nel challenge round Ernest Lewis e George Hillyard per 6-4, 6-4, 3-6, 0-6, 6-1.
Nel 1889 venne disputata anche la nona edizione dell'Irish Championships dove s'impose il britannico Willoughby Hamilton che sconfisse in finale Ernest Renshaw per 12-10 6-1 6-3. Nello U.S. National Championships, (oggi conosciuto come US Open) tenutosi sui campi in erba del Newport Casino di Newport negli Stati Uniti nel singolare maschile s'impose lo statunitense Henry Slocum, che sconfisse nella finale del torneo preliminare il connazionale Oliver Campbell in 4 set col punteggio di 1-4 6-4 6-3 6-4. Oltre al torneo di singolare maschile allo Staten Island Cricket Club di New York si disputò anche il torneo di doppio dove s'imposero Henry Slocum e Howard Taylor che in finale hanno battuto Oliver Campbell e Valentine Hall per 6-1, 6-3, 6-2.
Nel New South Wales Championships di Sydney ad imporsi nel singolare maschile fu l'australiano Arthur Gideon Hugh Colquhoun che in finale ha battuto il connazionale Dudley Webb col punteggio di 6-2, 0-6, 6-3, 6-2.
Nel British Covered Court Championships di Londra, uno dei primi tornei della storia ad essere disputato su campi indoor, s'impose nel singolare maschile Ernest Lewis che in finale sconfisse James Herbert Crispe per 6-1 6-1 6-1.

## Calendario
| Circuito nordamericano |
| Tornei del Grande Slam |

### Gennaio
Nessun evento

### Febbraio
Nessun evento

### Marzo
| Settimana | Torneo                                                                     | Vincitore                | Finalista           | Semifinalisti             | Eliminati ai quarti                              |
| --------- | -------------------------------------------------------------------------- | ------------------------ | ------------------- | ------------------------- | ------------------------------------------------ |
| 31 marzo  | South Australian Championships 1889 Adelaide, Australia Singolare - Doppio | Bert H. E. Hambidge 11-2 | William R. Hambidge | F. J. Tassie P. Alexander | W. S. Ashton C. D. Tassie W. J. Field Leo Kaines |
| 31 marzo  | South Australian Championships 1889 Adelaide, Australia Singolare - Doppio |                          |                     | F. J. Tassie P. Alexander | W. S. Ashton C. D. Tassie W. J. Field Leo Kaines |

### Aprile
| Settimana | Torneo                                                                            | Vincitore                | Finalista            | Semifinalisti | Eliminati ai quarti |
| --------- | --------------------------------------------------------------------------------- | ------------------------ | -------------------- | ------------- | ------------------- |
| 4 aprile  | British Covered Court Championships 1889 Londra, Gran Bretagna Singolare - Doppio | Ernest Lewis 6-1 6-1 6-1 | James Herbert Crispe |               |                     |
| 4 aprile  | British Covered Court Championships 1889 Londra, Gran Bretagna Singolare - Doppio |                          |                      |               |                     |

### Maggio
| Settimana | Torneo                                                                  | Vincitore                                       | Finalista                   | Semifinalisti            | Eliminati ai quarti                                              |
| --------- | ----------------------------------------------------------------------- | ----------------------------------------------- | --------------------------- | ------------------------ | ---------------------------------------------------------------- |
| 11 maggio | New South Wales Championships 1889 Sydney, Australia Singolare - Doppio | Arthur Gideon Hugh Colquhoun 6-2, 0-6, 6-3, 6-2 | Dudley Webb Charlie Cropper | Harold S. Fox H. E. Webb | A. de C. Hamilton H. W. Bartram W. R. Crossman Alfred H. Huntley |
| 11 maggio | New South Wales Championships 1889 Sydney, Australia Singolare - Doppio |                                                 |                             | Harold S. Fox H. E. Webb | A. de C. Hamilton H. W. Bartram W. R. Crossman Alfred H. Huntley |
| 25 maggio | Irish Championships 1889 Dublino, Irlanda Singolare - Doppio            | Willoughby Hamilton 12-10 6-1 6-3               | Ernest Renshaw              |                          |                                                                  |
| 25 maggio | Irish Championships 1889 Dublino, Irlanda Singolare - Doppio            |                                                 |                             |                          |                                                                  |

### Giugno
| Settimana | Torneo                                                                           | Vincitore                                       | Finalista                    | Semifinalisti | Eliminati ai quarti |
| --------- | -------------------------------------------------------------------------------- | ----------------------------------------------- | ---------------------------- | ------------- | ------------------- |
| 14 giugno | Welsh Championships 1889 Newport, Gran Bretagna Singolare - Doppio               | Willoughby Hamilton 3-6 6-3 6-4 7-5             | Ernest Wool Lewis            |               |                     |
| 14 giugno | Welsh Championships 1889 Newport, Gran Bretagna Singolare - Doppio               |                                                 |                              |               |                     |
| 15 giugno | London Athletic Club Championships 1889 Londra, Gran Bretagna Singolare - Doppio | Harry Barlow 5-7 7-5 3-6 6-1 7-5                | Charles Gladstone Eames      |               |                     |
| 15 giugno | London Athletic Club Championships 1889 Londra, Gran Bretagna Singolare - Doppio |                                                 |                              |               |                     |
| 15 giugno | Middle States Championships 1889 Filadelfia, USA Singolare - Doppio              | Howard Augustus Taylor 5-7 6-2 6-2 4-6 6-1      | Clarence Hobart              |               |                     |
| 15 giugno | Middle States Championships 1889 Filadelfia, USA Singolare - Doppio              |                                                 |                              |               |                     |
| 15 giugno | Scottish Championships 1889 Edimburgo, Gran Bretagna Singolare - Doppio          | Ernest de Sylly Hamilton Browne 4-6 7-5 6-1 6-0 | Patrick Bowes- Lyon          |               |                     |
| 15 giugno | Scottish Championships 1889 Edimburgo, Gran Bretagna Singolare - Doppio          |                                                 |                              |               |                     |
| 21 giugno | New England Championships 1889 New Haven, USA Singolare - Doppio                 | Henry Slocum 8-6 9-7 6-2                        | Robert Palmer Huntington Jr. |               |                     |
| 21 giugno | New England Championships 1889 New Haven, USA Singolare - Doppio                 |                                                 |                              |               |                     |
| 22 giugno | Northern Championships 1889 Manchester, Gran Bretagna Singolare - Doppio         | Willoughby Hamilton 6-3 3-6 6-1 6-2             | Harold Mahony                |               |                     |
| 22 giugno | Northern Championships 1889 Manchester, Gran Bretagna Singolare - Doppio         |                                                 |                              |               |                     |
| 22 giugno | Kent Championships 1889 Beckenham, Gran Bretagna Singolare - Doppio              | Harry Barlow 6-4 1-6 6-2 9-7                    | Ernest Meers                 |               |                     |
| 22 giugno | Kent Championships 1889 Beckenham, Gran Bretagna Singolare - Doppio              |                                                 |                              |               |                     |

### Luglio
| Settimana | Torneo                                                                       | Vincitore                                          | Finalista                    | Semifinalisti | Eliminati ai quarti |
| --------- | ---------------------------------------------------------------------------- | -------------------------------------------------- | ---------------------------- | ------------- | ------------------- |
| 4 luglio  | Pacific Coast Championships 1889 Monterey, USA Cemento Singolare - Doppio    | William Taylor 6-3 6-1 6-2                         | Valentine J. Gadesden        |               |                     |
| 4 luglio  | Pacific Coast Championships 1889 Monterey, USA Cemento Singolare - Doppio    |                                                    |                              |               |                     |
| 8 luglio  | Torneo di Wimbledon 1889 Londra, Gran Bretagna Singolare - Doppio            | William Renshaw 6-4 6-1 3-6 6-0                    | Ernest Renshaw               |               |                     |
| 8 luglio  | Torneo di Wimbledon 1889 Londra, Gran Bretagna Singolare - Doppio            | William Renshaw Ernest Renshaw 6-4 6-4 3-6 0-6 6-1 | Ernest Lewis George Hillyard |               |                     |
| 20 luglio | Middlesex Championships 1889 Chiswick Park, Gran Bretagna Singolare - Doppio | Ernest Lewis 6-3 6-3 8-6                           | Harry Barlow                 |               |                     |
| 20 luglio | Middlesex Championships 1889 Chiswick Park, Gran Bretagna Singolare - Doppio |                                                    |                              |               |                     |
| 21 luglio | Western Championships 1889 Chicago, USA Singolare - Doppio                   | Charles A. Chase                                   | Samuel Thompson Chase        |               |                     |
| 21 luglio | Western Championships 1889 Chicago, USA Singolare - Doppio                   |                                                    |                              |               |                     |

### Agosto
| Settimana | Torneo                                                                        | Vincitore                              | Finalista                      | Semifinalisti | Eliminati ai quarti |
| --------- | ----------------------------------------------------------------------------- | -------------------------------------- | ------------------------------ | ------------- | ------------------- |
| 3 agosto  | Northumberland Championships 1889 Newcastle, Gran Bretagna Singolare - Doppio | Francis Seymour Noon 8-6 6-3 4-6 6-4   | George Richmond Mewburn        |               |                     |
| 3 agosto  | Northumberland Championships 1889 Newcastle, Gran Bretagna Singolare - Doppio |                                        |                                |               |                     |
| 10 agosto | Northwestern Championships 1889 Minnetonka, USA Singolare - Doppio            | T.N. Jayne 6-4 2-6 6-2                 | George K. Belden               |               |                     |
| 10 agosto | Northwestern Championships 1889 Minnetonka, USA Singolare - Doppio            |                                        |                                |               |                     |
| 17 agosto | Derbyshire Championships 1889 Buxton, Gran Bretagna Singolare - Doppio        | Percy Bateman Brown 6-2 6-2 6-1        | T.G. Hill                      |               |                     |
| 17 agosto | Derbyshire Championships 1889 Buxton, Gran Bretagna Singolare - Doppio        |                                        |                                |               |                     |
| 25 agosto | Southern California Championships 1889 Santa Monica, USA Singolare - Doppio   | Robert Peyton Carter 6-3 6-3 6-3       | A.Q. Twiss                     |               |                     |
| 25 agosto | Southern California Championships 1889 Santa Monica, USA Singolare - Doppio   |                                        |                                |               |                     |
| 28 agosto | U.S. National Championships 1889 Newport, USA Singolare - Doppio              | Henry Slocum 6-3 6-1 4-6 6-2           | Quincy Shaw                    |               |                     |
| 28 agosto | U.S. National Championships 1889 Newport, USA Singolare - Doppio              | Henry Slocum Howard Taylor 6-1 6-3 6-2 | Oliver Campbell Valentine Hall |               |                     |

### Settembre
| Settimana    | Torneo                                                                           | Vincitore                                  | Finalista   | Semifinalisti | Eliminati ai quarti |
| ------------ | -------------------------------------------------------------------------------- | ------------------------------------------ | ----------- | ------------- | ------------------- |
| 14 settembre | South of England Championships 1889 Eastbourne, Gran Bretagna Singolare - Doppio | Arthur George Ziffo 4-6 6-3 1-6 9-7 6-4    | Harry Grove |               |                     |
| 14 settembre | South of England Championships 1889 Eastbourne, Gran Bretagna Singolare - Doppio |                                            |             |               |                     |
| 20 settembre | Southern Championships 1889 Washington, USA Singolare - Doppio                   | Frederick S. Mansfield 4-6 6-3 3-6 6-1 6-0 | C.S. Post   |               |                     |
| 20 settembre | Southern Championships 1889 Washington, USA Singolare - Doppio                   |                                            |             |               |                     |

### Ottobre
| Settimana  | Torneo                                                                   | Vincitore                       | Finalista      | Semifinalisti | Eliminati ai quarti |
| ---------- | ------------------------------------------------------------------------ | ------------------------------- | -------------- | ------------- | ------------------- |
| 20 ottobre | National Collegiate Championships 1889 New Haven, USA Singolare - Doppio | Robert P. Hutington 9-7 7-5 6-1 | George A. Hurd |               |                     |
| 20 ottobre | National Collegiate Championships 1889 New Haven, USA Singolare - Doppio |                                 |                |               |                     |

### Novembre
| Settimana   | Torneo                                                               | Vincitore                         | Finalista               | Semifinalisti | Eliminati ai quarti |
| ----------- | -------------------------------------------------------------------- | --------------------------------- | ----------------------- | ------------- | ------------------- |
| 18 novembre | Victorian Championships 1889 Melbourne, Australia Singolare - Doppio | Richard E. Shuter 6-1 3-6 6-1 6-0 | Charles William Cropper |               |                     |
| 18 novembre | Victorian Championships 1889 Melbourne, Australia Singolare - Doppio |                                   |                         |               |                     |

### Dicembre
| Settimana   | Torneo                                                                      | Vincitore                      | Finalista       | Semifinalisti | Eliminati ai quarti |
| ----------- | --------------------------------------------------------------------------- | ------------------------------ | --------------- | ------------- | ------------------- |
| 30 dicembre | New Zealand Championships 1889 Wellington, Nuova Zelanda Singolare - Doppio | Minden Fenwick 6-4 0-6 6-3 6-3 | Joy M. Marshall |               |                     |
| 30 dicembre | New Zealand Championships 1889 Wellington, Nuova Zelanda Singolare - Doppio | Minden Fenwick J. Jardine      |                 |               |                     |